# Норберт Нюсле
 Норберт Нюсле  (на немски: Norbert Nüssle) е съвременен германски живописец.

## Биография
Роден е през 1932 г. в град Хайделберг. Завършва романистика в родния си град. От 1963 г. живее и работи в Манхайм. Той е сред най-известните художници в Метрополния регион Рейн-Некар. Работи предимно с техниката на колажа. Много от творбите му са създадени по мотиви от Бретан, където Нюсле прекарва много време през последните десетилетия и който по думите му е негова „втора родина“.

## Изложби
- 1961, Галерия Гурлит, Мюнхен (първа персонална изложба на художника)
- 1970, Хайделбергско художествено дружество
- 2007, Манхаймско художествено дружество
- 2008, Градска болница, Лудвигсхафен

## Любопитно
Норберт Нюсле винаги подписва картините си с псевдонима Ноню (Nonü).